# Bos frontalis
El gayal, mithan, mithun o, en China, buey drung o dulong (Bos frontalis) es una variante doméstica del gaur (Bos gaurus)  propia de la región India de Assam, así como de Tenasserim en Birmania,
Este bóvido, en función de la literatura consultada recibe la categoría de especie (Bos frontalis) o de subespecie del gaur, Bos gaurus frontalis. Las clasificaciones más recientes consideran a B. frontalis y a B. gaurus como la misma especie, utilizándose B. frontalis como el nombre específico y B. gaurus como una sinonimia; por ello también se puede encontrar al gayal identificado como la subespecie Bos frontalis frontalis.
En la provincia de Assam vive esta variedad semidomesticada, este animal se diferencia por su menor tamaño con una altura el toro de 1,5 metros a la cruz, siendo la vaca algo menor. Sus cuernos son más largos y bajos, dispuestos en la parte anterior de la cabeza, en una posición baja y distantes entre sí, que se dirigen hacia el exterior sin curvarse, cónicos. La coloración es variable aunque casi siempre similar a la del gaur; frecuentemente son negruzcos con las patas blancas a modo de calcetines y la cola es como una mata de pelo, las hembras y las crías son más pardas que negruzcas. y 
Durante el día viven libres en la selva y vuelven a los poblados de sus dueños por la noche. Se crían por su carne y leche, aunque tradicionalmente no se las ordeña; también se utilizan como moneda en el pago de la novia. Durante el mandato británico sobre la India se probó a cruzar machos de gayal con vacas inglesas, produciendo unos híbridos de ganado vacuno que producen mucha más carne que cualquiera de sus progenitores. y 

## Información general
Vive en manadas que están conformadas principalmente de hembras y jóvenes guiados por un único macho.
- Mide hasta 3,3 metros de largo.
- Pesa casi una tonelada

- Hábitat: selvas y bosques tropicales.
- Se distribuye por la India, Bangladés, Bután, Birmania, Tailandia y China.[6]

## Características

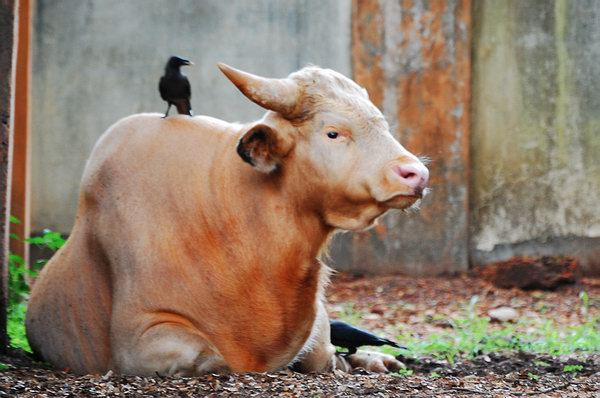
Un gayal en el Zoo Thrissur

El gayal se diferencia en varios detalles importantes del gaur. Es algo más pequeño, con extremidades proporcionalmente más cortas. La cresta en la parte posterior está menos desarrollada, y los machos tienen una papada más grande en la garganta. La cabeza es más corta y más amplia, con una frente perfectamente plana y una línea recta entre las bases de los cuernos. Los cuernos gruesos son menos aplanados y mucho menos curvada que en el gaur, que se extiende casi directamente hacia el exterior desde los lados de la cabeza, y se curva un poco hacia arriba en las puntas, pero sin ninguna inclinación hacia el interior. Sus extremidades están por lo tanto mucho más separadas que en el gaur. El gayal hembra es mucho más pequeña que el toro, y tiene apenas papada en la garganta. El color de la piel de la cabeza y el cuerpo es marrón negruzco en ambos sexos, y la parte inferior de las extremidades son de color blanco o amarillento. Los cuernos son de tinte negruzco uniforme desde la base hasta la punta. Algunos gayales domesticados son parti-color, mientras que otros son completamente blancos.

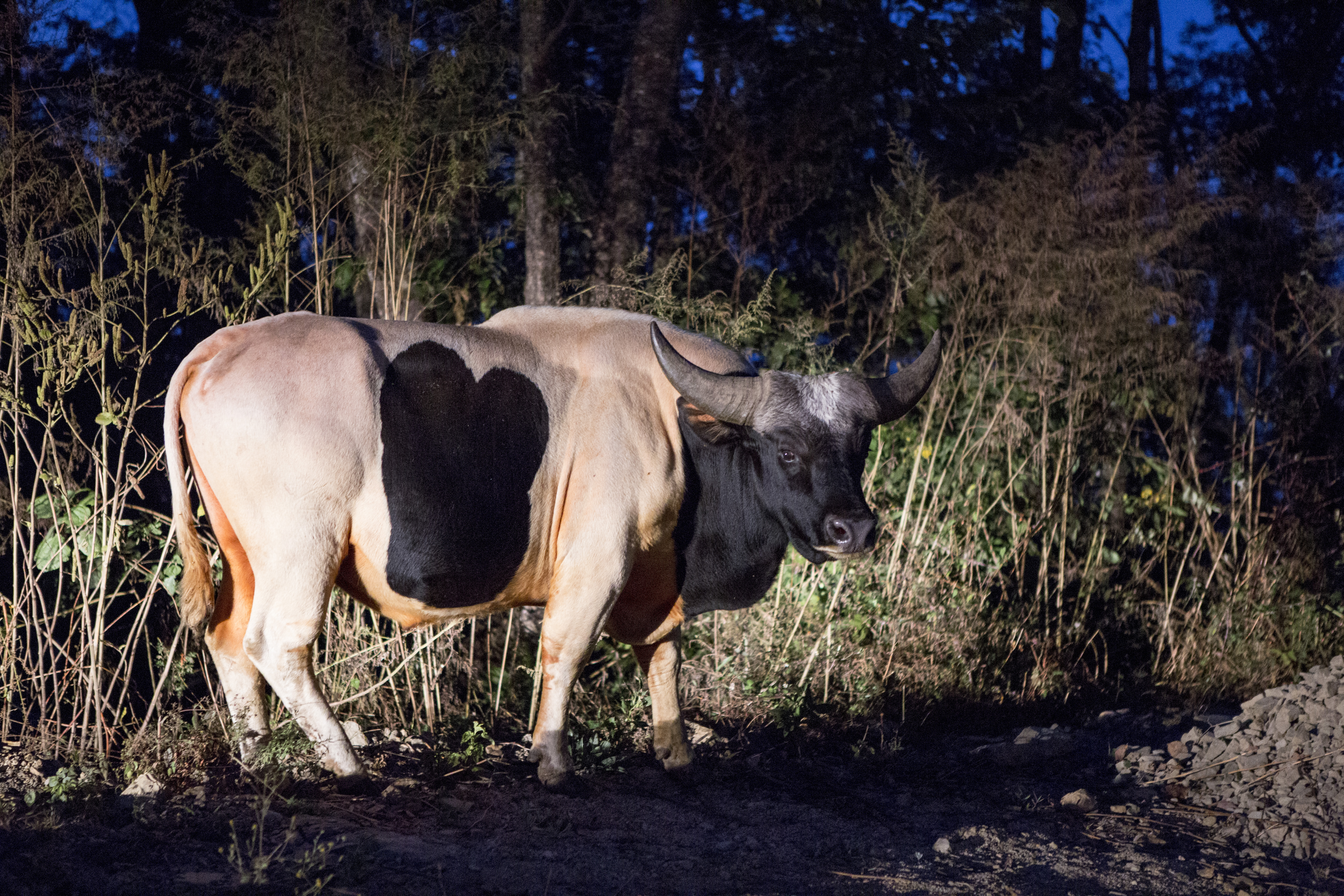
Un gayal en las Colinas del Nordeste, India.

## Distribución y hábitat
Los gayales son habitantes de colinas y bosques. En la India, los gayales semidomesticados se mantienen por varios grupos étnicos que viven en las colinas de Tripura, Mizoram, Assam y Arunachal Pradesh. También están en las colinas de Chittagong. En el norte de Birmania, se sitúan en el Estado Kachin, y en Yunnan. Cerca de allo solo se encuentran en Trung.

## Taxonomía
En su primera descripción de 1804, Aylmer Bourke Lambert lo nombró Bos frontalis.
En 2003, la Comisión Internacional de Nomenclatura Zoológica fija el primer nombre específico disponible sobre la base de una población silvestre de que el nombre de esta especie silvestre es válido en virtud de su ser anterior por un nombre basado en una forma doméstica. La mayoría de los autores han adoptado la de Bos frontalis para las especies domésticas como válidos para el taxón.
El análisis filogenético corrobora la evaluación taxonómica de que el gayal es una especie independiente de los Bos originarios matrilinealmente del gaur, cebú y las vacas/toros.